# Чесилхерст (Њу Џерзи)
Чесилхерст (енгл. Chesilhurst) град је у америчкој савезној држави Њу Џерзи.

## Демографија
По попису из 2010. године број становника је 1.634, што је 114 (7,5%) становника више него 2000. године.
| Група             | 2000.       | 2010.       |
| Белци             | 560 (36,8%) | 643 (39,4%) |
| Афроамериканци    | 851 (56,0%) | 758 (46,4%) |
| Азијати           | 5 (0,3%)    | 14 (0,9%)   |
| Хиспаноамериканци | 62 (4,1%)   | 189 (11,6%) |
| Укупно            | 1.520       | 1.634       |